# Camino medio
El Camino Medio o Camino del Medio (sánscrito: madhyamā-pratipad; Pali: majjhimā patipadā) es la práctica budista del No Extremismo.

Rueda del Dharma.

Específicamente, en el budismo theravada, el camino del medio cristaliza el camino por el que Gautama Buda alcanzó el estado de nirvana a través de la moderación que supone la huida de los extremos, tanto la indulgencia con los sentidos como la automortificación y a través de la práctica de la sabiduría, la moralidad y el cultivo de la mente. 
En el Budismo Mahayana y Vajrayāna, el Camino del Medio hace referencia a la aproximación aparentemente antiética de la realidad.

## En budismo theravada
En el Canon Pali del Budismo Theravada, la frase Camino Medio se adscribe a la descripción que Buda da sobre el Noble camino óctuple, como una forma de actuación entre extremos de austeridad e indulgencia sensual. Filósofos posteriores también han utilizado la denominación Camino Medio para referirse a las enseñanzas del Buda como un punto de vista entre los extremos de la existencia y la no existencia.

## En budismo mahayana
En el budismo Mahāyāna, la escuela Madhyamaka (Camino medio) coloca el camino del medio entre las afirmaciones metafísicas que hace que las cosas existan o no.
En la escuela del Tendaishū, el camino medio hace referencia a la síntesis de la idea de que todas las cosas son el vacío (Shunyata) con la antítesis de que todas las cosas tienen existencia fenoménica.